# Eleccions generals de Moçambic de 1986
Les eleccions generals de Moçambic de 1986 van tenir lloc en 1986. Com a les eleccions anteriors, el FRELIMO era l'únic partit legalitzat però en aquestes eleccions es podien presentar candidats independents al marge dels nominats pel FRELIMO.
Només es van dur a terme eleccions directes pels consells locals i municipals, començant el 15 d'octubre. Aquests consells procedires a escollir les assemblees de districte el 25 de novembre, que al seu torn escollien assemblees provincials el desembre. Es presentaren 299 candidats per a l'Assemblea Popular de 249 escons, màxim òrgan legislatiu del país, i foren votats per les Assemblees Provincials el 15 de desembre. A més dels 249 candidats escollit, foren escollits 10 membrse addicionals com a membres de reserva.